# Idéologie linguistique
L'idéologie linguistique est un concept utilisé principalement en anthropologie (en particulier en anthropologie linguistique), en sociolinguistique et dans les études transculturelles pour caractériser un ensemble de croyances et de sentiments à propos de la place du langage dans la société. Lorsqu'elles sont reconnues et explorées, les idéologies linguistiques révèlent les relations entre les croyances des locuteurs envers leur langue et le système socioculturel dans lequel ils évoluent, illustrant comment leurs représentations sont travaillées et enracinées par ce contexte social. Ce faisant, elles montrent les présupposés explicites ou implicites des locuteurs à l'égard d'une ou des langues, en relation avec leur expérience sociale, leurs conceptions morales ainsi que leurs intérêts économiques et politiques. Elles supposent une conceptualisation du langage, des locuteurs et des pratiques discursives.

## Applications et approches

### Définitions
Plusieurs chercheurs notent des difficultés à délimiter le champ, la signification et les applications de l'idéologie linguistique. L'anthropologue Paul Kroskrity la décrit comme « un concept flottant, regroupant un ensemble de dimensions convergentes » avec « plusieurs couches de significations qui se chevauchent partiellement mais se distinguent » et affirme que dans le travail académique sur le sujet, il n'existe pas de définitions communes. L'une des définitions les plus larges est offerte par Alan Rumsey, qui caractérise l'idéologie linguistique comme un « corps partagé d'opinions publiques sur la nature du langage dans le monde ». Kroskrity trouve cependant cette définition insatisfaisante car « elle empêche de problématiser la diversité des idéologies linguistiques et en donne une vision trop homogène au sein d'un même groupe culturel »
. Insistant sur l'influence consciente des locuteurs sur la structure du langage, Michael Silverstein voit l'idéologie linguistique comme un « ensemble de croyances sur le langage articulé comme une rationalisation et une justification de la structure linguistique et de son usage par les locuteurs » 
Au nombre des définitions insistant sur les facteurs socioculturels, Shirley Heath caractérise le langage comme les « idées et les objectifs qu'un groupe tient comme évident concernant le rôle du langage dans les expériences sociales des membres en tant qu'ils expriment l'expression du groupe »  et Judith Irvine comme « le système idéologique qui régit les relations sociales et linguistiques, en relation avec les intérêts moraux et politiques .

### Approches critiques et neutres
Les études de l'idéologie linguistique sont partagées entre les approches neutres et critiques. Dans les premières, les croyances des locuteurs sont définies à travers un système culturel, néanmoins sans en interroger la cohérence et les relations avec l'extérieur. Les caractérisations de l'idéologie linguistique comme représentatives d'une communauté entière ou d'une culture, telles que celles documentées en  recherche ethnographique, sont des exemples courants d'approches neutres de l'idéologie linguistique .
Les investigations critiques explorent la capacité des idéologies langagières à être utilisées comme stratégies pour maintenir un pouvoir et une domination politique. Elles sont décrites par Kathryn Woolard et Bambi Schieffelin comme des études sur « certains aspects de la représentation et de la cognition sociale, avec des origines sociales particulières ou des caractéristiques fonctionnelles et formelles ». Bien que ces études sont souvent remarquées pour leurs contributions sur la politique linguistique et l'intersection entre le langage et la classe sociale, la différence cruciale avec les approches neutres réside dans le fait qu'elles interrogent la variabilité et la contradiction à l'intérieur des idéologies et entre elles, tandis que les secondes abordent l'idéologie selon ses propres termes.

## Domaines de recherches

### Structure et usage linguistiques
De nombreux chercheurs affirment que l'idéologie joue un rôle dans la formation et l'influence des structures linguistiques et des formes de discours. Michael Silverstein, par exemple, voit la réflexivité des locuteurs par rapport à leur langue (la réflexion, le discours et les idées à son sujet) et la rationalisation de son utilisation comme des facteurs déterminants dans l'évolution d'une structure linguistique . Selon lui, la variabilité du langage s'explique par la connaissance imparfaite et limitée des structures linguistiques, qui entraîne leur régularisation corrélée à des idéologies suffisamment dominantes ou culturellement répandues .
Alan Rumsey décrit un processus circulaire d'influence réciproque où la structure d'un langage conditionne les idéologies qui l'affectent, qui à son tour renforcent et étendent cette structure, modifiant le langage. Ce processus est illustré au Guatemala par la glottalisation excessive de consonnes par des locuteurs du xinca, qui correspond à une volonté de se distinguer de l'espagnol socialement dominant.

### Ethnographie de la parole et de l’écrit

#### Dimension symbolique au niveau intracommunautaire
Les façons de parler  propres à certaines communautés s'avèrent être des lieux de recherches  particulièrement riches. Les études ethnographiques permettent de documenter les idéologies linguistiques explicites au niveau communautaire ou au sens neutre des conceptions culturelles. Par exemple, l'étude des pratiques de socialisation linguistique en Dominique a révélé que les notions locales de personnalité, de statut et d'autorité sont associées à l'usage stratégique du patwa et de l'anglais au cours de l'interaction adulte-enfant. L'utilisation du patwa par les enfants est largement interdite par les adultes en raison de la perception qu'elle inhibe l'acquisition de l'anglais et limite ainsi la mobilité sociale, qui à son tour a conféré au patwa un prestige symbolique pour les enfants souhaitant défier l'autorité. Deux conceptions entrent ainsi en concurrence et influent sur le recours à une langue
Les rivalités symboliques entre les langues se déploient également à l'écrit et au sein d'un même groupe de locuteurs, comme l'illustre l'étude des pratiques de messagerie instantanée dans des cybercafés d'Antananarivo. Les internautes, écrivant en variaminanana, alternance codique caractérisée par l'usage concomitant du malgache et du français, tendent à privilégier l'usage de cette dernière, non à cause de la norme extérieure vis-à-vis de ces langues mais parce que l'une est jugée plus simple à abréger, ce qui est adapté à l’écriture rapide du chat.

#### Acte de langage
Selon plusieurs ethnographes, anthropologues et linguistes, la théorie des actes de langage de John L. Austin et John Searle se fonde sur une idéologie linguistique spécifiquement occidentale qui la rend inapplicable dans certains contextes ethnographiques. Jef Verschueren caractérise la théorie des actes de langage comme privilégiant « une vision privatisée du langage qui souligne l'état psychologique du locuteur tout en minimisant les dimensions sociales de la parole » tandis que Michael Silverstein soutient que les concepts d' « acte » et de « force »  sont des « projections de catégories implicites typiques de la métapragmatique des langues telles que l'anglais ». Se présentant comme universellement applicable, cette théorie illustre que toute explication de la langue reflète l'idéologie linguistique de celui qui le développe.

### Contacts linguistiques et multiculturalisme
Les espaces de rencontres interculturelles favorisent le développement de nouvelles formes linguistiques. Selon Miki Makihara et Bambi Schieffelin, ces interpénétrations culturelles incitent les locuteurs à négocier leur idéologie linguistique et à réfléchir consciemment à l'usage de la langue .Cette reformulation idéologique est essentielle pour éviter les tensions sociales et construire de la mixité culturelle .

### Normalisation du langage
L'établissement d'un standard linguistique possède de nombreuses implications politiques. Il relève davantage d'une question d'idéologie plutôt que d'un processus naturel et impensé, 
soulevant des questions sur la délimitation de la correction et de l'incorrection linguistiques, ainsi que son lien aux enjeux de pouvoirs. La normalisation du langage subit l'influence de l'idéologie du standard et de l'idéologie de l'authentique.

#### Le purisme linguistique
Le conservatisme en matière de langage peut fermer les langues à des sources d'innovation extérieures, surtout quand celles-ci sont perçues comme socialement ou politiquement menaçantes pour la langue cible. Ainsi l'influence des institutions théocratiques et des formes linguistiques ritualisées chez les Tewa a conduit à une forte résistance aux emprunts lexicaux et à l'abandon de leur langue maternelle, contrairement à d'autres ethnies voisines. Selon Paul Kroskrity, la force de l'idéologie linguistique dans cette société explique que le discours cérémoniel à Kiva est élevé à un idéal linguistique lié aux préférences culturelles qu'il incarne.
La régulation sociale, les valeurs indigènes et la définition de l'identité sont projetées récursivement sur la langue dans son ensemble,. Alexandra Jaffe souligne que le purisme tend à essentialiser la langue et mène à des pratiques langagières habituellement stigmatisantes comme l'alternance codante ou la dévalorisation des transferts linguistiques nés du multiculturalisme.

#### Imposition d'un standard normatif
Ainsi que le définit Rosina Lippi-Green, la promotion d'un modèle linguistique correspond à « un préjugé en faveur d'un langage homogène abstrait, idéalisé, qui est imposé et maintenu par les institutions dominantes et qui a pour modèle le langage écrit mais qui est tiré principalement de la langue parlée de la classe moyenne supérieure. » Selon Lippi-Green, une partie de cette idéologie réside dans la croyance que les langues sont intrinsèquement cohérentes Les linguistes s'accordent généralement sur le fait que les variations existent dans toutes les langues parlées, y compris les modèles linguistiques dominants. Par exemple, les débats sur l'orthographe comportent souvent une part symbolique qui s'enracine dans l'histoire et la culture indépendamment de la question linguistique. La scolarisation est plus largement un vecteur de normalisation, les enseignants véhiculant une conception de la langue juste par leur fonction même,.

### Enseignement des langues
La scolarisation et plus spécifiquement l'alphabétisation sont en partie déterminés par l'idéologie linguistique d'une communauté et leurs motivations politiques, sociales et économiques. Selon Kathryn Woolard et Bambi Schieffelin, les traditions d'alphabétisation sont étroitement liées au contrôle social dans la plupart des sociétés.

#### Exemple de l'alphabétisation kaluli
Dans les années 1960, les missionnaires sont arrivés en Papouasie-Nouvelle-Guinée et ont entrepris de convertir les Kaluli au christianisme, notamment par leur alphabétisation. La promotion des valeurs occidentales s'est accompagnée d'une répression de la langue vernaculaire à l'école et dans l'église. Dans les années 1970, les lectures proposées dans ce cadre utilisaient des termes péjoratifs pour se référer aux Kaluli et dépeignaient leurs coutumes comme inférieures, motivant ces derniers à changer leurs perceptions d'eux-mêmes et à modifier leurs comportements.

#### L'école comme véhicule des politiques linguistiques
L'organisation du système scolaire de la Tanzanie illustre également comment une idéologie linguistique se déploie par le biais des institutions. Alors que le swahili y prévaut pour l'enseignement primaire et l'anglais pour le secondaire et le supérieur, plus de 150 langues sont encore parlées dans le pays. Le village de Lulanzi, dans la région d'Iringa, compte ainsi une grande majorité de locuteurs du hehe et dans une moindre mesure du bena. Dans ce contexte, le swahili est utilisé comme la langue du commerce, de la politique et de l'unification nationale, tandis que l'anglais sert à asseoir le prestige et le statut des professeurs. Dans le cadre d'un conflit entre ces derniers et les parents d'élèves, la revalorisation du hehe sert d'outil de résistance à l'autorité et constitue un marqueur d'identité locale.